# Ragnhild Valle Dahl
Ragnhild Valle Dahl, född 2 januari 1998 i Molde, är en norsk handbollsspelare från Elnesvågen, som spelar för Odense Håndbold och för det norska damlandslaget.

## Klubblagskarriär
Dahl började spela handboll som femåring för den lokala klubben Elnesvågen. Hon började träna med Molde som 16-åring och debuterade i eliteserien för klubben säsongen 2015/2016.  Dahl vann skytteligan i Eliteserien 2018/2019 med 148 mål och utsågs till ligans bästa vänsterback under säsongen. Dahl skrev på för Vipers Kristiansand inför säsongen 2019/2020. Med Vipers har hon vunnit EHF Champions League tre gånger 2021, 2022 och 2023. Hon har vunnit fyra ligatitlar i Norge 2020, 2021, 2022 och 2023 och fyra norska cuptitlar 2019, 2020, 2021 och 2022/23.

## Landslagskarriär
Ragnhild Valle Dahl spelade 17 landskamper för det norska U-18 landslaget, och hon gjorde 14 mål.  Hon deltog i U-18 VM 2016 och slutade på fjärde plats. Hon spelade sedan 29 matcher för det norska U-20 landslaget. I U19-EM, slutade hon sexa med Norge. 2018 var hon med och vann en silvermedalj vid U-20 världsmästerskapet. Ragnhild Valle Dahl spelade fyra matcher i det norska B-landslaget från september 2018.  Den 29 oktober 2022 spelade hon sin första A-landskamp mot Danmark.  Vid EM 2022 var hon med i truppen från Norge som vann mästerskapet. Dahl spelade mycket öite i EM, som var hennes mästerskapsdebut.

## Klubblagsmeriter
- EHF Champions League:
  - Vinnare: 2020/2021, 2021/2022, 2022/2023
- Norska ligan:
  - Vinnare: 2019/2020, 2020/2021, 2021/2022, 2022/2023
- Norska cupen:
  - Vinnare: 2019, 2020, 2021, 2022/23

## Individuella utmärkelser
- All-Star vänsterback i norska Eliteserien: 2018/2019
- Skyttekung i Eliteserien 2018/2019: (148 mål)